# Dance (RED) Save Lives: Presented by Tiësto
Dance (RED) Save Lives: Presented by Tiësto é a oitava coletânea musical do disc jockey (DJ) holandês Tiësto. Foi lançada em 27 de novembro de 2012 através da Musical Freedom.

## Lista de faixas
| N.º | Título                                                          | Artista(s)                   | Duração |  |
| 1.  | "Pride (In the Name of Love)"                                   | U2 vs. Tiësto                | 4:00    |  |
| 2.  | "Circuits"                                                      | Quintino & Moti              | 4:18    |  |
| 3.  | "Strobelight" (Radio Edit)                                      | Laidback Luke & Lee Mortimer | 2:58    |  |
| 4.  | "Make Some Noise" (Skidka Remix Radio Edit) (com Ben McInerney) | Tiësto & Swanky Tunes        | 3:35    |  |
| 5.  | "L'Amour" (Club Edit)                                           | Bingo Players                | 3:17    |  |
| 6.  | "Annie's Theme" (Instrumental)                                  | Afrojack                     | 5:50    |  |
| 7.  | "White Noise / Red Meat" (Radio Edit)                           | Dada Life                    | 3:14    |  |
| 8.  | "Iced Out" (Calvin Harris Remix)                                | Burns                        | 6:00    |  |
| 9.  | "The Night Out" (A-Trak Remix)                                  | Martin Solveig               | 5:59    |  |
| 10. | "The End" (Radio Edit)                                          | Tommy Trash                  | 3:46    |  |
| 11. | "Raid"                                                          | Dyro & Rene Kuppens          | 6:24    |  |
| 12. | "Titan"                                                         | Clockwork                    | 5:17    |  |
| 13. | "Koko" (Radio Mix)                                              | Sander van Doorn             | 3:10    |  |
| 14. | "Breaking Up" (Radio Edit) (com Amanda Wilson)                  | Chuckie & Promise Land       | 2:43    |  |
| 15. | "Flare"                                                         | Dannic                       | 5:30    |  |
| 16. | "Clockwerk"                                                     | Feenixpawl                   | 6:43    |  |
| 17. | "Encoded" (Radio Edit)                                          | Hardwell                     | 3:24    |  |
| 18. | "Bromance" (Avicii's Arena Radio Edit)                          | Tim Berg                     | 3:38    |  |
| 19. | "Never Mind"                                                    | Infected Mushroom            | 6:05    |  |
| 20. | "Harlem Shake"                                                  | Baauer                       | 3:16    |  |
| 21. | "Express Yourself" (com Nicky Da B)                             | Diplo                        | 4:37    |  |
| 22. | "Get Free" (com Amber of Dirty Projectors)                      | Major Lazer                  | 4:48    |  |

## Desempenho nas tabelas musicais

### Posições
| Tabela musical (2012)                     | Melhor posição |
| ----------------------------------------- | -------------- |
| Espanha - Productores de Música de España | 76             |
| Estados Unidos - Billboard 200            | 56             |
| Estados Unidos - Dance/Electronic Albums  | 1              |